# Redditch (borough)
Redditch – dystrykt w hrabstwie Worcestershire w Anglii. W 2011 roku dystrykt liczył 84 214 mieszkańców.

## Miasta
- Redditch

## Civil parishes
- Feckenham[3].